# Змінні типу FK Волосся Вероніки
Змінні типу FK Волос Вероніки (FK Com, FKCOM) — група змінних зорь гігантів, що швидко обертаються. Мають спектральні типи від G до K і амплітуду менше 0,5 зоряної величини, але в більшості випадків не перевищують 0,1. Зоряна активність через швидке обертання призводить до сильних випромінювань в рентгенівському діапазоні. Відрізняються неоднорідною поверхневою яскравістю спектральних класів G-К (трохи холодніші, ніж Сонце, але набагато більші за розміром) з широкими емісійними лініями Н і К Ca II, а також іноді з емісією лінії H-альфа водню. Можуть бути спектрально-подвійними системами. Періоди зміни блиску (можуть сягати декількох днів) дорівнюють періодам обертання. Амплітуди зміни блиску становлять кілька десятих зоряних величин. Загальновизнаною вважається гіпотеза, що мінливість є результатом нерівномірного розподілу зоряних плям на поверхні обертового гіганта.
Стадія зірки, де вона спостерігається як зірка FK Comae, досить коротка. Зоряна активність створює зоряний вітер у гарячій короні, яка також відповідає за інтенсивне рентгенівське випромінювання. Зоряний вітер слідує за відкритими силовими лініями магнітного поля, що йде в космос, і тому має захоплюватися зорею. Це призводить до втрати крутного моменту та зменшення швидкості обертання зірки. Також FK Comae не є молодими зорями, що сформувалися лише кілька мільйонів років тому, отже висока швидкість обертання досягалася або шляхом передачі матерії від зорі до гіганта або це злиття подвійної зіркової системи, в результаті якого утворилася одиночна зірка, що швидко обертається. Зорі W Великої Ведмедиці та яскраві червоні нові зорі вважаються потенційними попередниками FK Comae Berenices.
Однак виявлення лінії літію в спектрі деяких зірок класу FK Comae конфліктує з ідеєю подвійної системи, що зливається. Літій руйнується вже при температурах нижче температури займання для горіння водню в надрах зорі, і злиття має супроводжуватися сильним перемішуванням надр зірки. Альтернативний сценарій передбачає, що зона конвективного перенесення енергії досягає ядра зірок FK Comae, що швидко обертається, і тому свіжосинтезований літій викидує на поверхню.